# 川前町川前
川前町川前（かわまえまち かわまえ）は、福島県いわき市の大字である。郵便番号は979-3201。

## 地理
いわき市中部の川前地区に属する。北で川前町下桶売、東で小川町上小川、南で三和町下永井、三和町差塩、南西で三和町下三坂、西で田村郡小野町南田原井、北西角で小野町夏井とそれぞれ隣接する。概ね町村制施行以前の楢葉郡川前村の流れを汲む地域である。二級水系夏井川中流域及び左岸支流の中川上流域を主な範囲とする。東西に夏井川とそれに並行してJR磐越東線、福島県道41号小野四倉線が貫く。域内のほとんどが山林で占められ、夏井川沿いの平地に水田が広がり、JR川前駅周辺や北側の街道沿いを中心に集落が立地する。内郷御厩町に所在するいわき中央警察署及び川前町川前に所在する平消防署川前分遣所がそれぞれ管轄にあたる。

### 主な字
字
- 前川原
- 椚立
- 五林
- 中ノ萱

- 鍛治淵
- 宇根尻
- 小滝
- 棚木

- 小田代
- 柿木平
- 山下谷
- 沖流

- 外門
- 竹島

### 山岳
- 神楽山

### 河川
二級水系夏井川水系
- 夏井川
  - 中川
  - 鹿又川
  - ナゴネ沢
  - 宇根尻沢
  - 三坂川
  - 門八川

## 歴史
- 1879年1月27日 - 棚倉藩領川前村が福島県内における郡区町村制の施行により楢葉郡の村となる[4]。
- 1889年4月1日 - 町村制の施行により川前村が下桶売村、上桶売村、小白井村と合併し川前村が発足する。旧川前村域は川前村の大字となる。[4]。
- 1896年4月1日 - 郡の廃置分合により楢葉郡より分離し、磐前郡、磐城郡、菊多郡の合併により新たに発足した石城郡へ編入され、石城郡川前村となる[4]。
- 1966年10月1日 - 川前村が平市・磐城市・常磐市・勿来市・内郷市、石城郡遠野町・四倉町・小川町・三和村・田人村・好間村、双葉郡久之浜町・大久村と合併しいわき市となり、いわき市川前地区の大字となる[4]。

## 世帯数と人口
2023年10月31日現在の世帯数と人口は以下の通りである。
| 大字       | 世帯数  | 人口  |
| ---------- | ------- | ----- |
| 川前町川前 | 110世帯 | 227人 |

## 小・中学校の学区
市立小・中学校に通う場合、学区は以下の通りとなる。
| 番地 | 小学校               | 中学校               |
| ---- | -------------------- | -------------------- |
| 全域 | いわき市立小川小学校 | いわき市立小川中学校 |

## 交通

### 鉄道
- JR磐越東線
  - 川前駅

### 道路
- 福島県道41号小野四倉線
- 福島県道287号上川内川前線
- 福島県道358号川前停車場上三坂線
- 福島県道359号神俣停車場川前線

## 施設
- いわき市役所 川前支所
- 平消防署 川前分遣所
- 川前公民館
- 旧いわき市立川前中学校・いわき市立川前小学校
- 川前郵便局
- 川前浄水場
- 東北電力 川前発電所